# Maringá
Maringá je město v Brazílii a sídlo stejnojmenné obce. Nachází se v severozápadní části státu Paraná v nadmořské výšce 515 m a prochází jím obratník Kozoroha. Je třetím největším městem státu Paraná; žije v něm přibližně 400 000 obyvatel a jeho aglomerace má okolo 760 000 obyvatel.

## Historie
Město bylo založeno 10. května 1947 společností Companhia Melhoramentos Norte do Paraná, zaměřenou na využití přírodního bohatství vnitrozemí státu Paraná. Podle návrhu manželky ředitele společnosti bylo město pojmenováno podle tehdejšího hitu Jouberta de Carvalha, věnovaného dívce jménem María do Ingá. Maringá má proto přezdívku Cidade Canção (Písničkové město).
Městská práva získala Maringá 14. února 1951. Město bylo vybudováno podle moderního urbanistického plánu, který vypracoval Jorge Macedo Vieira a který byl inspirován koncepcí zahradního města. Složení obyvatelstva je pestré: množství osadníků přišlo z Japonska, Itálie, Německa a Polska, převládající náboženství je římskokatolické. Nachází se zde katedrála Catedral Basílica Menor Nossa Senhora da Glória, kterou projektoval José Augusto Bellucci a byla vysvěcena v roce 1972. Vejde se do ní 4700 věřících a je vysoká 124 metrů, což je jihoamerický rekord.

## Ekonomika
Maringá je dopravním a obchodním centrem zemědělského regionu, kde se pěstuje kávovník, sója luštinatá, kukuřice, rýže, cukrová třtina a ramie sněhobílá. Hlavními průmyslovými odvětvími jsou potravinářský (firma Cocamar), strojírenský a textilní průmysl. Většina obyvatel je zaměstnána v sektoru služeb. Nejvýznamnější vzdělávací institucí je Státní univerzita Maringá (UEM). Index lidského rozvoje byl vyčíslen na 0,808.

## Kultura
Od roku 2004 se každoročně koná Filmový festival Maringá.

## Sport
Ve městě sídlí fotbalové kluby Grêmio Maringá (bývalý účastník Campeonato Brasileiro Série A) a Maringá FC, jejich vzájemný zápas je známý jako „kávové derby“.

## Rodáci
- Sônia Braga (* 1950), herečka
- Laurentino Gomes (* 1956), spisovatel
- Alessandro Santos (* 1977), fotbalista

## Partnerská města
- Brescia (Itálie)
- Kakogawa (Japonsko)
- Leiria (Portugalsko)
- Che-pching (Čína)